# Eleutherodactylus lymani
Eleutherodactylus lymani là một loài ếch trong họ Leptodactylidae.
Nó được tìm thấy ở Ecuador và Peru.
Môi trường sống tự nhiên của nó là các khu rừng vùng núi ẩm nhiệt đới hoặc cận nhiệt đới, vùng đất ẩm có cây bụi nhiệt đới hoặc cận nhiệt đới, đồng cỏ ở cao nhiệt đới hoặc cận nhiệt đới, và sông. Loài này đang bị đe dọa do mất môi trường sống.